# Jean Roucas

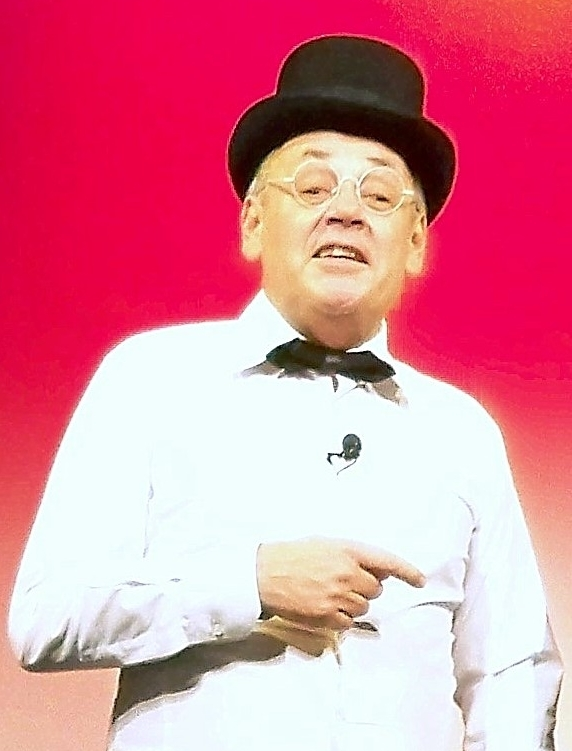
Jean Roucas

Jean Roucas, vars riktiga namn är John April, född 1 februari 1952 i Marseille, är en fransk komiker, imitatör, tv-värd, radiopratare och dramaturg som blev känd under 1980-talet i tv-showen Bébête på TF1, där han gjorde parodier av politiker och sånger. Han verkar även under pseudonymen "Roucas blanc de Marseille".

## Biografi
Jean Roucas upptäcktes av Stephane Collaro (Collaroshow 1979–1981. Efter det medverkade han 1982–1984 i Cocoboy, Cocoricocoboy 1984–1987) för att sedan delta i showen Bébête, JT (1988–1995). I början av september 1987 fick han en månatlig show, Cadet Roucas på France 2.
År 1985 deltog han i filmen The famlande Pénard med Jean Serge Lefebvre och Denise Grey.

### Politik
I september 2013 tillkännagav Roucas att han stöder Front National.

## Teater
- 1995 : Le Juppet-Show
- 2002 : Le Fabuleux Destin de Monsieur Rafarin
- 2008 : Ma femme est parfaite
- 2009 : P'tit coup de pompe à l'Élysée
- 2011 : Liberté, Égalité, Hilarité
- 2012 : Hollande met le P.I.Bas, écrit
- 2013 : Le secret de l'Abbé Taillère

## Tv-shower
- 1979 : Le Collaro Show
- 1982 : Co-Co Boy
- 1983 : Le bébête show
- 1984 : Cocoricocoboy
- 1987 : Cadet Roucas
- 1988 : Le Bonheur d'en face : Jean-Paul Mostin (avsnitt 16)
- 1991 : Les Roucasseries
- 2005 : Première compagnie sur TF1